# Netanya Academic College
El Netanya Academic College (en hebreo: האקדמית נתניה‎ transliteración: HaAkademit Netanya) es una universidad privada con sede en Netanya, Israel. Fue establecido en 1994 por un grupo de la Universidad de Bar-Ilan. Fue fundado por Zvi Arad, quien se desempeñó como presidente por 24 años. 

## Historia
El colegio fue establecido en 1994 por Zvi Arad a pedido de los alcaldes de Netanya, Yoel Elroi y Zvi Poleg. Actualmente la universidad es un centro de educación superior que otorga estudios de pregrado y posgrado en una variedad de campos. 
La universidad ofrece títulos de bachiller y maestría en diversas materias, centrándose en Derecho, Administración de empresas, Finanzas y Ciencias de la computación.

## Carreras

### Pregrado
El Netanya Academic College ofrece las siguientes carreras de pregrado.
| Facultades                         | Carreras profesionales             |
| ---------------------------------- | ---------------------------------- |
| Leyes                              | Derecho                            |
| Administración de Negocios         | Administración de Negocios         |
| Comunicaciones                     | Comunicaciones                     |
| Ciencias del comportamiento        | Ciencias del comportamiento        |
| Banca y Finanzas                   | Banca y Finanzas                   |
| Ciencias de la Computación         | Ciencias de la Computación         |
| Gestión de Sistemas de Información | Gestión de Sistemas de Información |
| Seguros                            | Seguros                            |

### Posgrado
La universidad brinda las siguientes Maestrías:
| Facultades                   | Maestrías                    |
| ---------------------------- | ---------------------------- |
| Leyes                        | Derecho                      |
| Administración de Negocios   | Administración de Negocios   |
| Comunicaciones               | Comunicaciones               |
| Ciencias del comportamiento  | Ciencias del comportamiento  |
| Banca y Finanzas             | Banca y Finanzas             |
| Gestión de Sistemas de Salud | Gestión de Sistemas de Salud |
| Bienes raíces                | Bienes raíces                |